# Santa Marta de Tormes
Santa Marta de Tormes est une commune de la province de Salamanque dans la communauté autonome de Castille-et-León en Espagne.